# 暹粒
暹粒（高棉語發音：[kroŋ siəm.ˈriəp]）是柬埔寨第二大城市，也是柬埔寨西北部暹粒省的首府和最大城市。西哈努克亲王的行宫在暹粒市中心，6号公路与Pokambor大道交叉处。6号公路西通暹粒国际机场，Pokambor大道北通吴哥窟。
暹粒在舊法國區和舊市場周圍保存法國殖民時期和中國風格的歷史建築。市內設有博物館、傳統飛天舞蹈表演、柬埔寨文化村、紀念品和手工藝品商店、絲綢農場、鄉村稻田、漁村和洞里薩附近的鳥類保護區，以及國際化的飲酒和餐飲場所。在 2020年10月22日舉行的第9屆東盟文化藝術部長會議(AMCA)上，由於是著名的吳哥窟所在地，暹粒市被評為2021-2022年東盟文化城市。
今天的暹粒是柬埔寨最受歡迎的旅遊目的地之一，古迹吴哥窟、大吴哥位于暹粒市北郊。市區設有許多酒店、度假村和餐館。居民大部分信奉上座部佛教。

## 歷史
「暹粒」一名通常被解釋為「擊退暹羅」的意思，常被視為柬埔寨國王安贊一世（1516-1566）在1549年擊退暹羅（今泰國）國王摩訶·查克臘帕（Maha Chakkraphat）入侵後的命名。然而，學者認為這說法只是在近代才出現。亦有學者認為暹粒之名，可能來自古代中國對柬埔寨的古稱──真臘。
16世紀至19世紀期間，柬埔寨陷入長期的內鬥中。1794年，柬埔寨被迫將暹粒、馬德望、詩梳風三地割讓給暹羅。在暹羅的統治下，暹粒被改名為暹瑪拉（เสียมราฐ），意思是「暹羅的土地」。1901年，法國人在暹粒附近發現了吳哥古跡，此古跡的發現震驚了全世界。1906年，暹羅將暹瑪拉割與法屬印度支那。同年，恢復舊名暹粒。
法國殖民政府將暹粒打造成了一座旅遊城市，暹粒從一個小村莊迅猛發展為一座城市。1929年，吳哥大酒店（Grand Hotel d'Angkor）開業，這裡成為亞洲領先的畫廊之一。然而1960年代的戰亂使遊客遠離了這裡。1975年，同其他柬埔寨城鎮一樣，暹粒的居民被紅色高棉驅趕到鄉下勞動。至1998年紅色高棉覆滅之後，暹粒才重新煥發活力，旅遊業為當地重要產業。

## 景点
- 吴哥窟
- 大吴哥
- 洞里薩湖
- 國立吳哥博物館（英语：Angkor National Museum）
- 柬埔寨地雷博物馆
- 柬埔寨戰爭博物馆（英语：War Museum Cambodia）
- 柬埔寨文化村（英语：Cambodian Cultural Village）

## 交通
暹粒市有一个机场，叫暹粒吴哥国际机场，由原來的暹粒國際機場搬遷而建成。从暹粒吴哥国际机场有航班直达曼谷、新加坡、吉隆坡、胡志明市、台北、香港等地。也可搭航班到金边，然后由陆路搭长途汽车或由水路搭快艇到暹粒市。
市内交通工具有出租汽车、机动三轮车（当地称为 嘟嘟车 tuk-tuk）和三轮车。

## 觀光及商业
暹粒市為觀光城市，有多个星級飯店，相比之下基礎建設較慢。搭乘嘟嘟車遊覽暹粒市是最方便的方式，市區內單程約2－3美元。
市中心有皇家獨立花園、西哈努克國王行宮、老市場，還有许多出售柬埔寨特产寶石的高级珠宝店和手工艺品商店，其中以吳哥購物中心為代表，出售各種鑲嵌紅寶石、藍寶石的項鍊及戒指，還有出售黑木雕沉香和其他柬埔寨土產。另外中央百货市场販賣各種生活民生用品及各種蔬菜、熱帶水果，例如山竹、紅毛丹、度古、龍貢、蛇皮果等，以Kg為單位販賣。殺價是普遍的消費模式。
在夜市有許多的酒吧和BBQ烤肉店，這些店家供應的Angkor Beer為當地著名啤酒。夜市中有酒吧街，來自西方各國背包客旅人聚集在此。另外較熱鬧的街道都找得到柬式按摩店，價格高低差異大。

## 氣候
依據柯本氣候分類法，暹粒市屬於Aw:熱帶乾濕季氣候，4至11月為雨季，12月至3月為乾季。
| 暹粒市                 | 暹粒市      | 暹粒市      | 暹粒市      | 暹粒市      | 暹粒市       | 暹粒市       | 暹粒市       | 暹粒市       | 暹粒市        | 暹粒市       | 暹粒市      | 暹粒市      | 暹粒市          |
| 月份                   | 1月         | 2月         | 3月         | 4月         | 5月          | 6月          | 7月          | 8月          | 9月           | 10月         | 11月        | 12月        | 全年            |
| ---------------------- | ----------- | ----------- | ----------- | ----------- | ------------ | ------------ | ------------ | ------------ | ------------- | ------------ | ----------- | ----------- | --------------- |
| 平均高温 °C（°F）      | 32.0 (89.6) | 33.3 (91.9) | 34.6 (94.3) | 35.5 (95.9) | 35.2 (95.4)  | 33.5 (92.3)  | 32.7 (90.9)  | 32.0 (89.6)  | 32.2 (90.0)   | 31.3 (88.3)  | 30.6 (87.1) | 31.0 (87.8) | 32.8 (91.1)     |
| 平均低温 °C（°F）      | 19.7 (67.5) | 20.8 (69.4) | 26.1 (79.0) | 25.1 (77.2) | 25.4 (77.7)  | 24.8 (76.6)  | 24.8 (76.6)  | 25.0 (77.0)  | 24.5 (76.1)   | 23.9 (75.0)  | 22.4 (72.3) | 20.3 (68.5) | 23.6 (74.4)     |
| 平均降水量 mm（）      | 0.7 (0.03)  | 3.5 (0.14)  | 28.0 (1.10) | 61.2 (2.41) | 175.9 (6.93) | 221.3 (8.71) | 236.6 (9.31) | 151.0 (5.94) | 276.1 (10.87) | 248.0 (9.76) | 81.7 (3.22) | 10.1 (0.40) | 1,494.1 (58.82) |
| 来源：worldweather.org |             |             |             |             |              |              |              |              |               |              |             |             |                 |

## 友好城市
- 法國 枫丹白露
- 中国 大理白族自治州